# Asesinato de Eurydice Dixon
Eurydice Jane Dixon (Melbourne, 10 de noviembre de 1995 - Melbourne, 13 de junio de 2018) fue una comediante y actriz australiana que actuaba regularmente en locales de comedia en Melbourne (Victoria). Fue encontrada asesinada en el Princes Park de Melbourne el 13 de junio de 2018. Su muerte fue objeto de gran atención mediática.

## Educación y carrera
Dixon estudió arte dramático en la Universidad Deakin. Durante su estancia allí, apareció en el papel de Justine en la producción de Cosi de la Compañía de Teatro Estudiantil Burwood en 2014. Perteneció y actuó a menudo con la Compañía de Teatro Moreland; una compañía de teatro amateur en los suburbios del norte de Melbourne, donde vivía; y actuó en la carrera anual de obras cortas Snatches de RMIT.
En 2018, Dixon debutó en el Festival Internacional de Comedia de Melbourne con su espectáculo de comedia stand-up en solitario, At Home, I Feel Like a Tourist, en el Highlander Bar de Melbourne.

## Muerte y reacción del público
En la mañana del 13 de junio de 2018, Dixon fue encontrada muerta en el Princes Park de Melbourne. Había estado caminando a casa después de una actuación en Highlander Bar la noche anterior cuando fue atacada y asesinada por Jaymes Todd, un joven de 19 años de Broadmeadows, que se entregó a la policía después de que se publicaran imágenes de él en las cámaras de seguridad.
Todd se declaró culpable de su violación y asesinato el 8 de noviembre de 2018. El 2 de septiembre de 2019, Todd fue condenado a cadena perpetua. Todd cumplirá un mínimo de 35 años en prisión antes de poder solicitar la libertad condicional. Todd apeló su sentencia por considerarla excesiva, teniendo en cuenta su declaración de culpabilidad y su diagnóstico de síndrome de Asperger; la apelación fue denegada.
Su muerte atrajo la atención de los medios de comunicación y fue objeto de numerosos homenajes en las redes sociales, en particular por parte de sus compañeras cómicas Julia Morris, Paula Ferrari, Alex Lee y Jane Kennedy, entre muchas otras.
El 18 de junio se celebró una vigilia en el campo de fútbol de Princes Park, donde se encontró su cuerpo, a la que asistieron unas diez mil personas, entre ellas el primer ministro del Estado de Victoria, Daniel Andrews. El entonces primer ministro de Australia, Malcolm Turnbull, y el líder de la oposición, Bill Shorten, asistieron a una vigilia en la Casa del Parlamento en Canberra, que también contó con una gran asistencia. La mañana de la vigilia, se encontraron marcas de pintura ofensivas en el lugar de los tributos florales a Dixon. Andrew Nolch, activista por los derechos de los hombres y presentador del podcast Indie Scientologist, fue declarado culpable de daños criminales y sentenciado por el vandalismo en septiembre de 2018.
El 17 de marzo de 2019, el gobierno del estado de Victoria anunció las becas «Stand Up!» para comediantes femeninas en ascenso en su memoria. Susan Provan, directora del Festival Internacional de Comedia de Melbourne, declaró: «La beca "Stand Up!" se inspira en la promesa y la ambición de Eurydice Dixon, una comediante emergente muy querida a la que los amigos recuerdan como brillante, valiente y hermosa, sin miedo a profundizar en material desafiante y con una gran risa audaz que llenaba una sala».
También en 2019, No Apologies, un libro de Joanne Brookfield sobre cómicas australianas, se dedicó a Eurydice Dixon. Incluía una descripción de Eurydice Dixon y de su número cómico, así como de la reacción de la comunidad cómica de Melbourne ante su muerte.